# スリップストリーム (アルバム)
| 専門評論家によるレビュー           | 専門評論家によるレビュー |
| 総スコア                           | 総スコア                 |
| 出典                               | 評価                     |
| ---------------------------------- | ------------------------ |
| Metacritic                         | 74/100                   |
| レビュー・スコア                   |                          |
| 出典                               | 評価                     |
| オールミュージック                 | [ 2 ]                    |
| American Songwriter                | [ 3 ]                    |
| Blurt                              | [ 4 ]                    |
| ボストン・グローブ                 | (positive)               |
| シカゴ・トリビューン               | [ 6 ]                    |
| エンターテインメント・ウィークリー | A−                       |
| ペースト                           | (8.5/10)                 |
| Q                                  | [ 1 ]                    |
| ロバート・クリストガウ             | [ 9 ]                    |
| ローリング・ストーン               | [ 10 ]                   |

『スリップストリーム』（原題：Slipstream）は2012年4月にリリースされたボニー・レイットの16枚目のアルバム。 アメリカン・ソングライター・マガジンは、「長年の彼女の最高のアルバムであり、40年のキャリアの中で最高のアルバムの1つ」と称賛した。  
ジェリー・ラファティーの"Right Down the Line"のカバーと"Used to Rule the World"の2枚のシングルがこのアルバムからリリースされ、どちらもビルボード・トリプルAチャートにランキングされた。 このアルバムはまた、非常に成功したコンサートツアーを生み出した。 スリップストリーム・ツアーは1,300万ドルを獲得し、201,313枚のチケットを販売した2012年の82番目に売れたアメリカでのツアーとなった。 

## 批評家の称賛
アルバムはローリング・ストーンの2012年のトップ50アルバムのリストの22位に記載され、「アデルやケイティ・ペリーのような若いスターが彼女の歌をカバーし、40年以上に渡ってやってきたことを継続している」とコメントされた。
このアルバムは 2013年グラミー賞の ベスト・アメリカーナ・アルバムを受賞した。

## 商業的パフォーマンス
Billboard 200に初登場6位となった『スリップストリーム』は18年ぶりにレイットのチャート最高位となるアルバムだった。 また、 ロックアルバムとブルースアルバムの両方のチャートに初登場1位となった。約63,000枚を販売。このアルバムは、2016年1月現在、米国で334,000枚を販売した。 
『スリップストリーム』は2012年に米国で106番目のベストセラー・アルバムおよび9番目のベストセラー・インディペンデント・アルバムとなった。  『スリップストリーム』は2012年のベストセラー・ブルースアルバムでもあり、ボニー・レイットは2012年のベストセラー・ブルース・アーティストとなった。 

## トラックリスト
1. 「ユースト・トゥ・ルール・ザ・ワールド - Used to Rule the World」（ランドール・ブラムレット） -4 :17
2. 「ライト・ダウン・ザ・ライン - Right Down the Line」（ジェリー・ラファティー）-5:29
3. 「百万マイル - Million Miles」（ボブ・ディラン）-6:26
4. 「ユー・キャント・フェイル・ミー・ナウ - You Can't Fail Me Now」（ラウドン・ウェインライト3世、ジョセフ・リー・ヘンリー） -4 :18
5. 「ダウン・トゥ・ユー - Down to You」（ジョージ・マリネリ、歌詞レイット、ランドール・ブラムレット）-3:59
6. 「テイク・マイ・ラヴ・ウィズ・ユー - Take My Love with You」（ゴードン・ケネディ、ウェイン・カークパトリック、ケリー・プライス）-4:24
7. 「ナット・コーズ・アイ・ウォンテド・トゥ - Not Cause I Wanted To」 （アル・アンダーソン、ボニー・ビショップ）-3:37
8. 「エイント・ゴナ・レット・ユー・ゴー - Ain't Gonna Let You Go」 （アル・アンダーソン、ボニー・ブラムレット）-5:59
9. 「マリッジ・メイド・イン・ハリウッド - Marriage Made in Hollywood」 （ポール・ブレイディ、マイケル・オキーフ）-4:55
10. 「スプリット・ディシジョン - Split Decision」 （アンダーソン、 ゲイリー・ニコルソン）-4:35
11. 「スタンディング・イン・ザ・ドアウェイ - Standing in the Doorway」 （ボブ・ディラン）-5:24
12. 「ゴッド・オンリー・ノウズ - God Only Knows」 （ジョセフ・リー・ヘンリー）-4:26

## パーソネル
- ボニー・レイット – リードボーカル（1-12）、エレクトリックスライドギター（1、2、3、5、8、10、11）、アレンジメント（2）、アコースティックギター（3）、タンバリン（10）
- ジョニー・リー・シェル – エレキギター（1）
- ジョージマリネリ – エレクトリックギター（1、2、5、6、7、9）、ハーモニーボーカル（2、5）、アコースティックギター（6、9）、バッキングボーカル（6）、シェーカー（8）、マンドリン（9）
- ビル・フリゼール – エレキギター（3、4、11）
- グレッグ・ライズ – アコースティックギター（3、4）、ペダルスチール（11）
- アル・アンダーソン – アコースティックギター（6、7、8）、リードギターソロ（7）、ハーモニーボーカル（10）、エレキギター（10）
- マイク・フィニガン – ハモンドB3オルガン （1、2、6-10）、バッキングボーカル（1）、 クラビネット （2）、アコースティックピアノ（5）、オルガン（5）、 ワーリッツァー （6、8、9）
- パトリック・ウォーレン – アコースティックピアノ（3、11、12）、Wurlitzer（4）、ポンプオルガン（7）、キーボード（11、12）
- ジェームズ・”ハッチ”・ハチンソン – ベース（1、2、5、6、8、9、10）、アップライトベース（7）
- デヴィッド・ピルチ – アップライトベース（3、4、11）
- リッキー・ファタール - ドラム（1、2、5、6、8、9、10）、ティンバレス（2）、タンバリン（9、10）
- ジェイ・ベルローズ – ドラム（3、4、11）
- ルイス・コンテ – パーカッション（1、2、6）
- ギャング – 手拍子（5）
- マイア・シャープ – バッキングボーカル（2、6、9）、ハーモニーボーカル（7）
- ジェフ・ヤング – バッキングボーカル（6）
- ポール・ブレイディ – ハーモニー・ボーカル（9）

## プロダクション
- プロデューサー – ボニー・レイット（トラック1、2、5-10）;ジョー・ヘンリー（トラック3、4、11、12）。
- ライアン・フリーランドによる録音とミックス
- セカンドエンジニア–ウェスリー・シドマン
- トラック6、7、9、10、12のさまざまなオーバーダブはスコット・バゲットが録音。
- Stampede Origin Studio（カリフォルニア州カルバーシティ）でミキシング。
- ボブ・ラドウィッグがゲートウェイ・マスタリング（メイン州ポートランド）でマスター。
- プロジェクトコーディネーター – キャシーケイン
- アートディレクションとデザイン – ノーマンミラーとDesignartLA.com。
- 写真 – マット・マインドリン
- 背景写真 – ノーマン・ミラー
- 撮影アシスタント – オマール・ガイエックとクリ・スソウル
- マネージメント – キャシー・ケイン、アシスタント：アニー・ヘラー＝ガットウィリグ、クロエ・モナハン、メアリー・スケリット
- 髪 – ガン・エスペガード
- メイクアップ – ケイト・リンゼイ

## チャート

### 週間チャート
シングル -ビルボード（北米） 
| 年   | シングル                                 | チャート  | ポジション |
| ---- | ---------------------------------------- | --------- | ---------- |
| 2012 | 「ライト・ダウン・ザ・ライン」           | トリプルA | 17         |
| 2012 | 「ユースト・トゥ・ルール・ザ・ワールド」 | トリプルA | 22         |